# Креницы (Новгородская область)
Креницы — деревня в Пестовском муниципальном районе Новгородской области. Входит в состав Богословского сельского поселения. По всероссийской переписи населения 2010 года население деревни — 1 человек (мужчина).
Площадь территории деревни — 10,3 га. Находятся Креницы в 1 км к югу от деревни Заручевье-2 и 5 км к северо-западу от деревни Беззубцево.

## История
В списке населённых мест Устюженского уезда Новгородской губернии за 1909 год деревня Креницы указана как относящаяся к Кирво-Климовской волости (2-го стана, 2-го земельного участка). Население деревни Креницы, что была тогда на земле Креницкого сельского общества — 137 жителей: мужчин — 63, женщин — 74, число жилых строений — 28; в деревне был хлебозапасный магазин, близ Крениц в то время располагалась ещё одна деревня — Подвигалово. Затем с 10 июня 1918 года до 31 июля 1927 года в составе Устюженского уезда Череповецкой губернии, затем центр Креницкого сельсовета Пестовского района Череповецкого округа Ленинградской области, в ноябре 1928 года в результате укрупнения Креницкий сельсовет был присоединён к Беззубцевскому сельсовету с центром в деревне Беззубцево. По постановлению ЦИК и СНК СССР от 23 июля 1930 года Череповецкий округ был упразднён, а район перешёл в прямое подчинение Леноблисполкому. По Указу Президиума Верховного Совета СССР от 5 июля 1944 года Пестовский район был передан из Ленинградской области во вновь образованную Новгородскую область.
По результатам муниципальной реформы, с 2005 года деревня Креницы Абросовского сельсовета (Абросовской сельской администрации) входит в состав муниципального образования — Богословское сельское поселение Пестовского муниципального района (местное самоуправление), по административно-территориальному устройству подчинена администрации Богословского сельского поселения Пестовского района. Богословское сельское поселение с административным центром в деревне Богослово было создано путём объединения территории трёх сельских администраций: Богословской, Абросовской, Брякуновской.